# Chlumetia
Chlumetia is een geslacht van vlinders van de familie Euteliidae, uit de onderfamilie Euteliinae.

## Soorten
- C. albiapicata (Hampson, 1902)
- C. albiceps Hampson, 1894
- C. alternans Moore
- C. apicenigra Warren, 1914
- C. atribasalis Hampson, 1918
- C. borbonica Guillermet, 1992
- C. callopistroides Wileman & West, 1928
- C. cana Hampson, 1912
- C. cebeae Hampson, 1912
- C. duplicilinea Walker, 1862
- C. euryptera Hampson, 1912
- C. euthysticha Turner, 1942
- C. griseapicata Laporte, 1970
- C. hampsoni Bethune-Baker, 1906
- C. insularis Prout A. E., 1927
- C. kebeae Bethune-Baker, 1906
- C. lichenosa (Hampson, 1902)
- C. multilineata Wileman & West, 1928
- C. polymorpha Hampson, 1920
- C. scelerata Holland, 1900
- C. transversa Walker, 1863